# جون روك
جون روك (بالإنجليزية: John Rock)‏ هو محامي أمريكي، ولد في 13 أكتوبر 1825 في سالم في الولايات المتحدة، وتوفي في 3 ديسمبر 1866 في بوسطن في الولايات المتحدة بسبب سل.